# Кімон та Іфігенія (Лейтон)
Кімон та Іфігенія (Лейтон) (англ. Cymon and Iphigenia) — картина, котру створив англійський художник Фредерік Лейтон (1830—1896).

## Літературний сюжет
Фредерік Лейтон не був зацікавлений в неприємній реальності 19 століття з її проблемами бідності, туберкульозу, боротьби за скасування рабства. Він походив із заможної родини бізнесмена і наче відсахнувся від реальності заради історії Стародавньої Греції і проблем античності.
Другим джерелом сюжетів для картин для нього була література. В основі картини «Кімон та Іфігенія» — книга Декамерон італійського письменника Джованні Бокаччо.

## Опис твору
І Бокаччо, і Фредерік Лейтон дотримувались того варіанту міфів, де Іфігенія вважалась донькою Агамемнона і була втіленням краси. Агамемнон необережно пообіцяв богині Артеміді найкращу серед новонароджених. Нею і стане Іфігенія, котра народилась у рік необережної обітниці Агамемнона. Дорослу красуню і намагались принести в жертву богині, але Артеміда змилувалась над красунею і замінила її в жертвоприношенні на козу. Тому Іфігеня вважалась врятованою самою Артемідою.
Іфігенія, як красивіша серед народжених, і присутня в картині Фредеріка Лейтона. Він подав її надвечір, коли заспокоїлись природа і люди. Іфігенія розташувалась на ліжку під великим деревом, відпочиваючи від денної спеки і заснула. Це приспало і її рабинь, поданих праворуч, і навіть собаку. Відомо, що для рабині Іфігенії позувала мала сестра акторки — Єлена Дене.
За сном красуні Іфігенії спостерігає Кімон, грубуватий юнак, котрого нове почуття до красуні перероджує на найкраще. В основі програми картини — ідея, що людину може переродити на найкраще спостерігання краси, в даному випадку краси жінки.
Фредерік Лейтон захоплювався також проблемами освітлення. Він вважав, що захід сонця чи народження місяця на небі належить до найтаємничіших хвилин доби. В картині подано саме такий момент.
Акторка Дороті Дене позувала також для інших картин Фредеріка Лейтона, серед котрих «Самотність», «Клітія», «Весталка», «Повернення Персефони», «Персей і Андромеда» та інші.

## Побутування картини (провенанс)
Картина Лейтона не датована. За основу датування беруть 1884 рік, коли картину вперше продемонстрували влітку 1884 року на виставці в Королівській академії мистецтв у Лондоні. 1885 року картину британського художника показали на виставці у місті Берлін. Фредерік Лейтон помер 1896 року і картину демонстрували у Лондоні 1897 року на персональній виставці митця. Картина була у власності Кетберта Квілтера, і була продана з іншими творами мистецтва на аукціоні 1909 року. Тривалий час картина кочувала по декількох приватних колекціях у Британії. Її виставили на аукціон і у лютому 1976 року її придбали до збірок Художньої галереї Нового Південного Уельсу у місті Сідней, Австралія.